# 横井小楠記念館
横井小楠記念館（よこいしょうなんきねんかん）は、熊本県熊本市東区に所在する博物館である。

## 概要
幕末の思想家横井小楠が1855年（安政2年）から暮らした地にあり、小楠に関する資料のほか、勝海舟、吉田松陰、西郷隆盛など小楠ゆかりの人物の書も展示されている。敷地内には、小楠の私塾で坂本龍馬や井上毅、元田永孚らも訪れた「四時軒（しじけん）」も保存されている。
四時軒は熊本市の有形文化財に指定されているが、横井小楠記念館、四時軒とも2016年4月に発生した熊本地震の被害が大きく休館していた。2021年時点で記念館は公開している。
北東に徒歩10分ほどのところには、小楠の銅像や碑の建つ小楠公園がある。

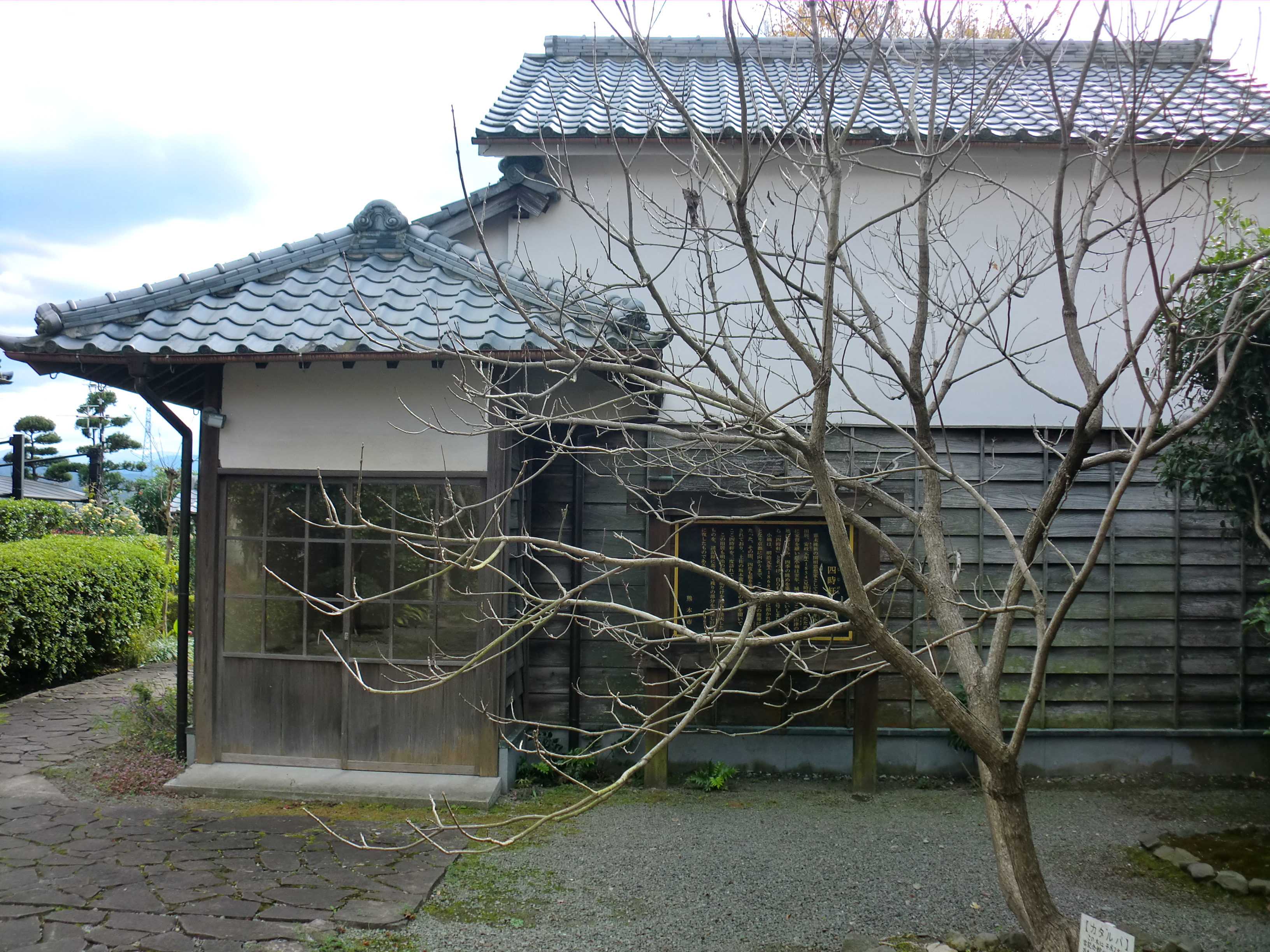
四時軒（2014年撮影）

## 利用情報
- 所在地

熊本市東区沼山津1丁目25−91
- 入館料

無料
- 開館時間

9時30分 - 16時30分
- 休館日

毎週月曜日（祝日の場合は開館、直後の平日を休館）・年末年始（12月29日〜1月3日）

## 交通アクセス
- 熊本市交通局（市電）健軍町停留場下車、徒歩25分（約2km）。
- 桜町BTより九州産交バス L4-1系統「小楠記念館入り口」ゆきに乗車し、終点下車後徒歩5分
- マイカーの場合、九州自動車道益城熊本空港ICから約7分（約2.7km）。
- 駐車場あり（10台程）